# Kindersanatorium Erich Steinfurth

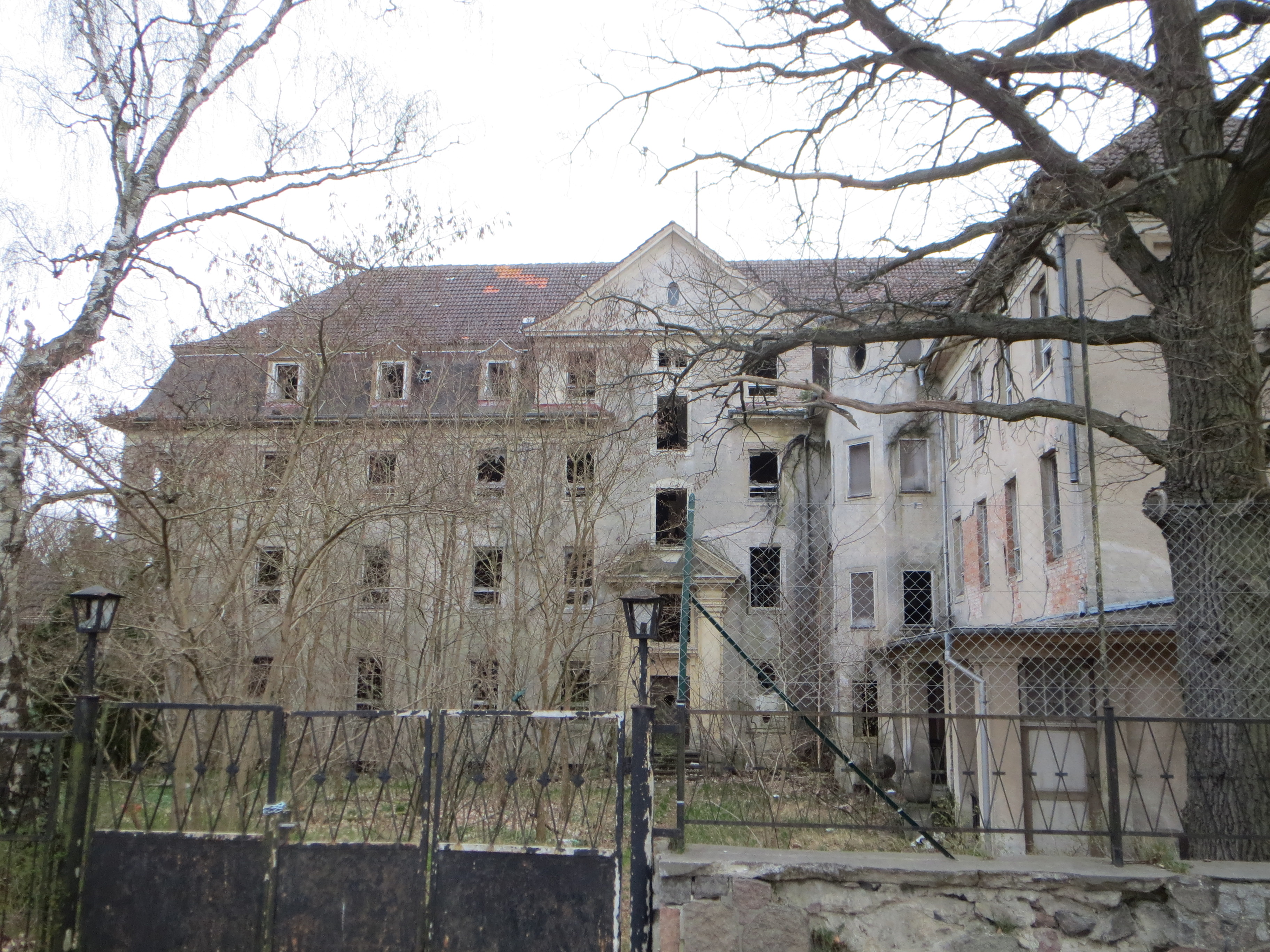
Kindersanatorium Erich Steinfurth, Teilansicht, Zustand April 2014

Das ehemalige Kindersanatorium Erich Steinfurth (auch: Erich-Steinfurth-Heim, Kinderkurheim Erich Steinfurth, vor 1945 auch Reichsbahn-Waisenhort, Eisenbahner-Waisenhort oder Mariaheim) auf dem Glienberg im Ostseebad Zinnowitz auf Usedom war eine Einrichtung des staatlichen Gesundheitswesens der DDR und benannt nach dem kommunistischen deutschen Widerstandskämpfer Erich Steinfurth (1896–1934). Seit 1991 steht der weitläufige Gebäudekomplex leer.

## Geografische Lage
Der Gebäudekomplex des ehemaligen Sanatoriums befindet sich auf einem parkähnlichen Grundstück von etwa 5 ha Größe. In ostwestlicher Richtung weist es eine Länge von etwa 300 Metern, in nordwestlicher Richtung von rund 200 Metern auf. Der Glienberg, ein langgestreckter Höhenzug, erhebt sich südöstlich des Zinnowitzer Ortszentrums und zeigt eine kleinteilige Bebauung mit Einfamilienhäusern und Villen. Zu den Nachbargebäuden zählt das von der Stiftung Eisenbahn-Waisenhort betriebene Haus Möwennest, das Mutter-/Vater-Kind-Kuren anbietet.

## Geschichte

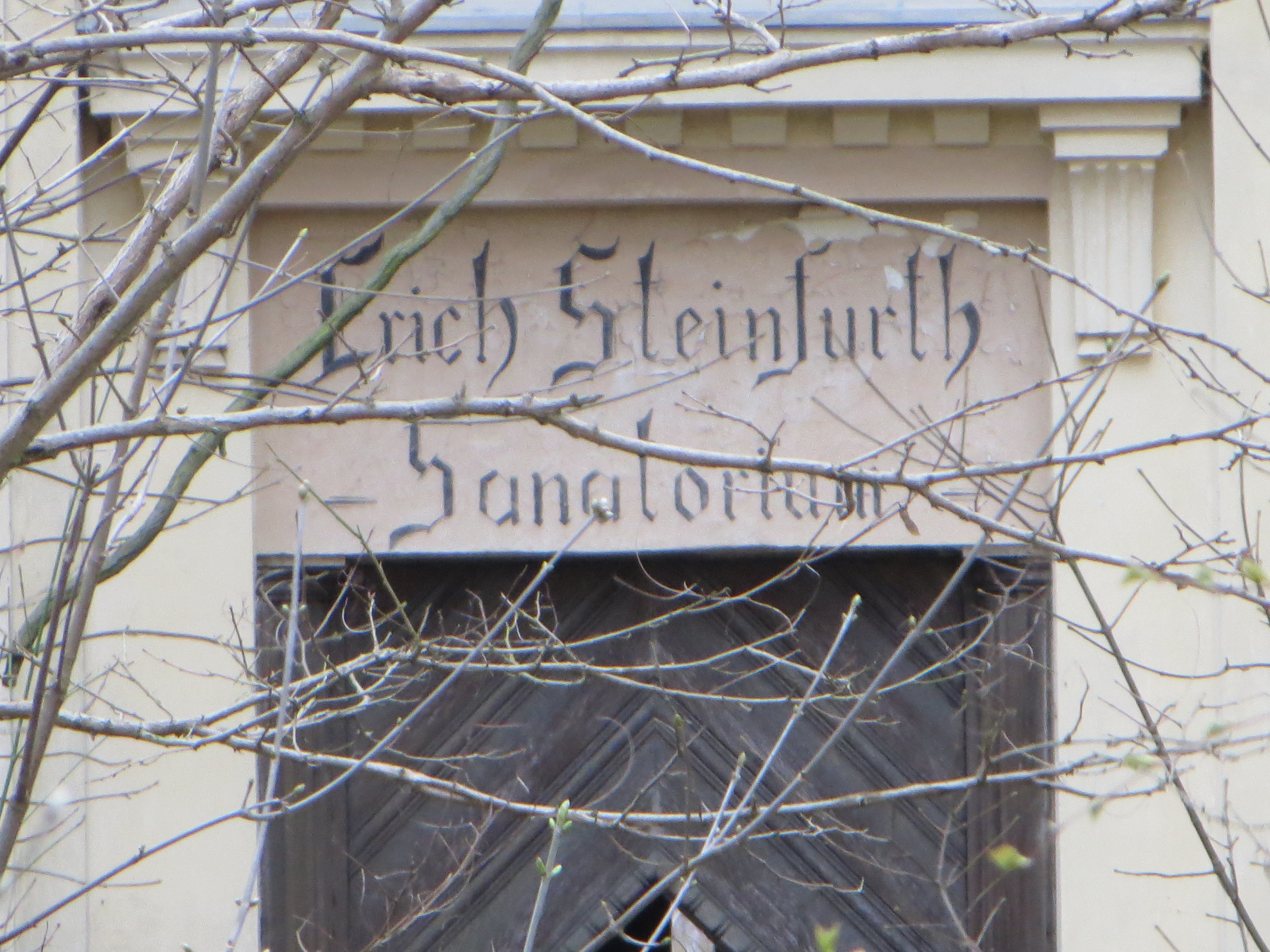

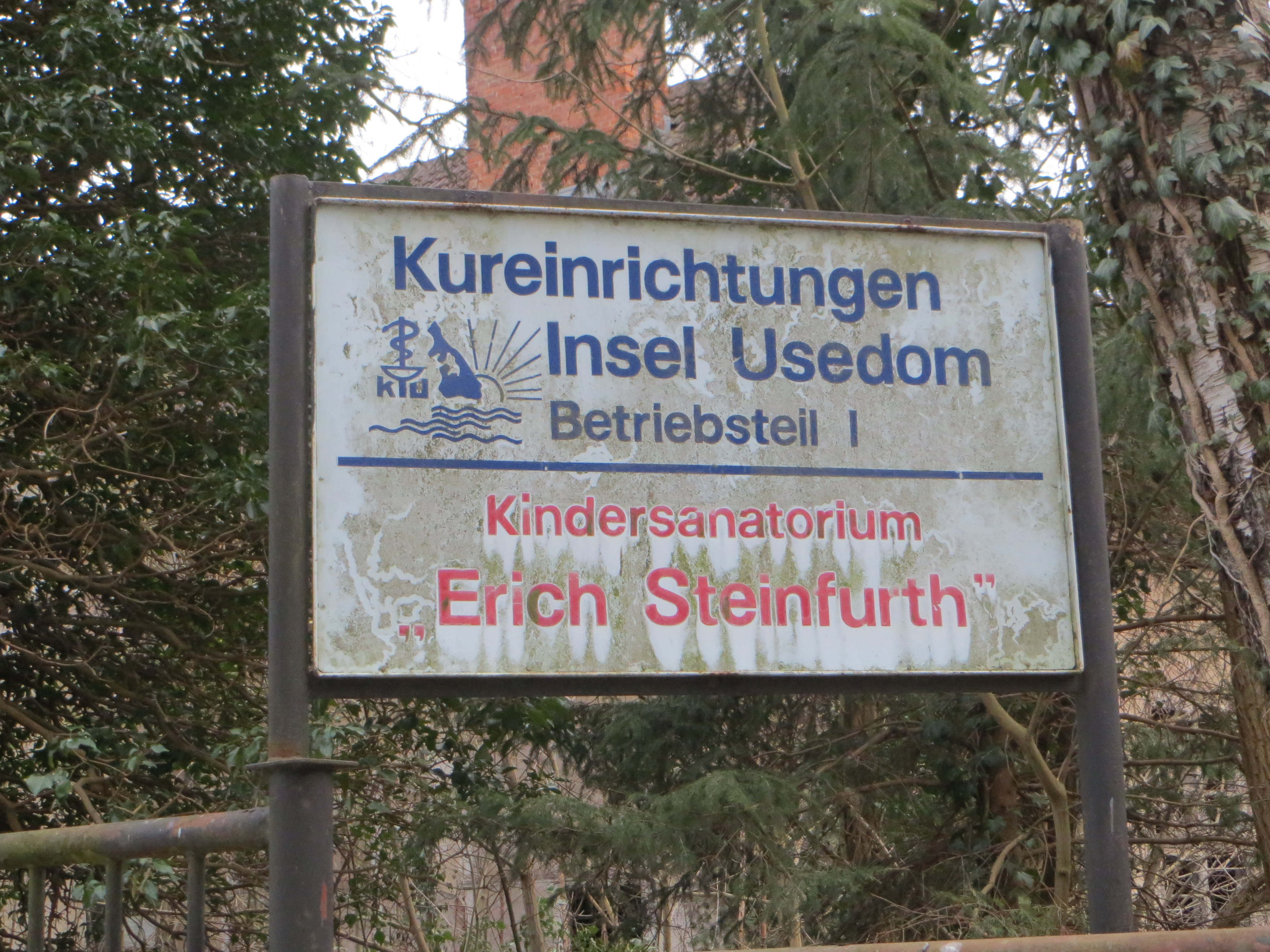

Im Jahr 1875 wurde das Pensionat und Hotel Belvedere auf dem Zinnowitzer Glienberg eröffnet. 1907 wurde es an die Arbeiter-Pensionkasse verkauft, und weitere zwanzig Jahre später, 1927, erwarb die Milde Stiftung der Deutschen Reichsbahn das Hotel Belvedere und das am gleichen Ort befindliche Hotel Kagemann und gestaltete die Gebäude zu einem Eisenbahner-Waisenhort „Mariaheim“ für elternlose Kinder von Eisenbahnern um. Die Umbaumaßnahmen wurden aus Spendenmitteln finanziert und umfassten unter anderem den Neubau einer Turnhalle. Unmittelbar nach Kriegsende wurde das Heim requiriert und zwei Jahre lang zur Unterbringung und Quarantäne tschechischer und polnischer Flüchtlinge genutzt („Seuchenkrankenhaus“). 1949 erhält es den Namen Erich-Steinfurth-Heim. Anfänglich wurden auf dem weitläufigen Gelände Pionierlager veranstaltet, 1958 wird der ehemalige Eisenbahner-Waisenhort unter der Bezeichnung Kinderkurheim „Erich-Steinfurth“ dann eine Einrichtung des staatlichen Gesundheitswesens der DDR. Ab 1964 erfolgte die planmäßige Umgestaltung in ein Kindersanatorium, die 1967 abgeschlossen war. Im Zuge der Wende 1989 wurde das Sanatorium abgewickelt, 1991 geschlossen und von der Deutschen Eisenbahngewerkschaft verkauft. Bei seiner Schließung beschäftigte das Kindersanatorium Erich Steinfurth annähernd hundert Mitarbeiter: 40 Erzieher, 20 Mitarbeiter aus dem Bereich mittleres medizinisches Personal, zwei Ärzte, 15 Küchenkräfte sowie zehn Mitarbeiter aus dem Bereich Haus- und Hofpersonal.
Pläne zur Umwandlung in eine Seniorenresidenz oder ein Hotel wurden nicht realisiert. Der Gebäudekomplex steht unter Denkmalschutz, steht jedoch leer und ist dem Verfall preisgegeben. 2019 kam es zu einem vermutlich durch Brandstiftung ausgelösten Brand in einem der Gebäude.
Die im September 2024 öffentlich vorgestellte Planung sieht den Bau von über 300 Wohneinheiten mit einer Mischung aus Dauer- und Ferienwohnungen vor.

## Architektur

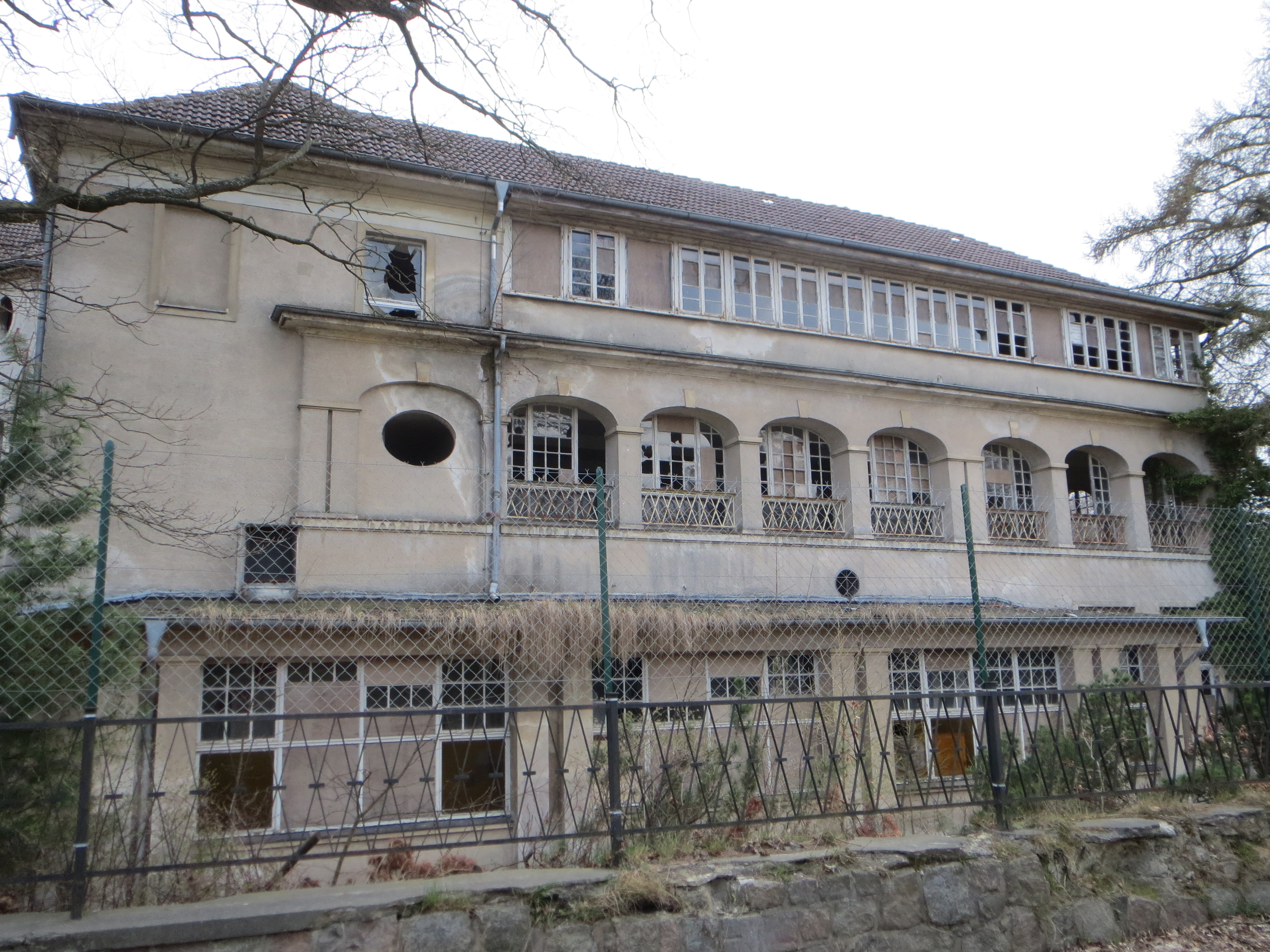
Architektur

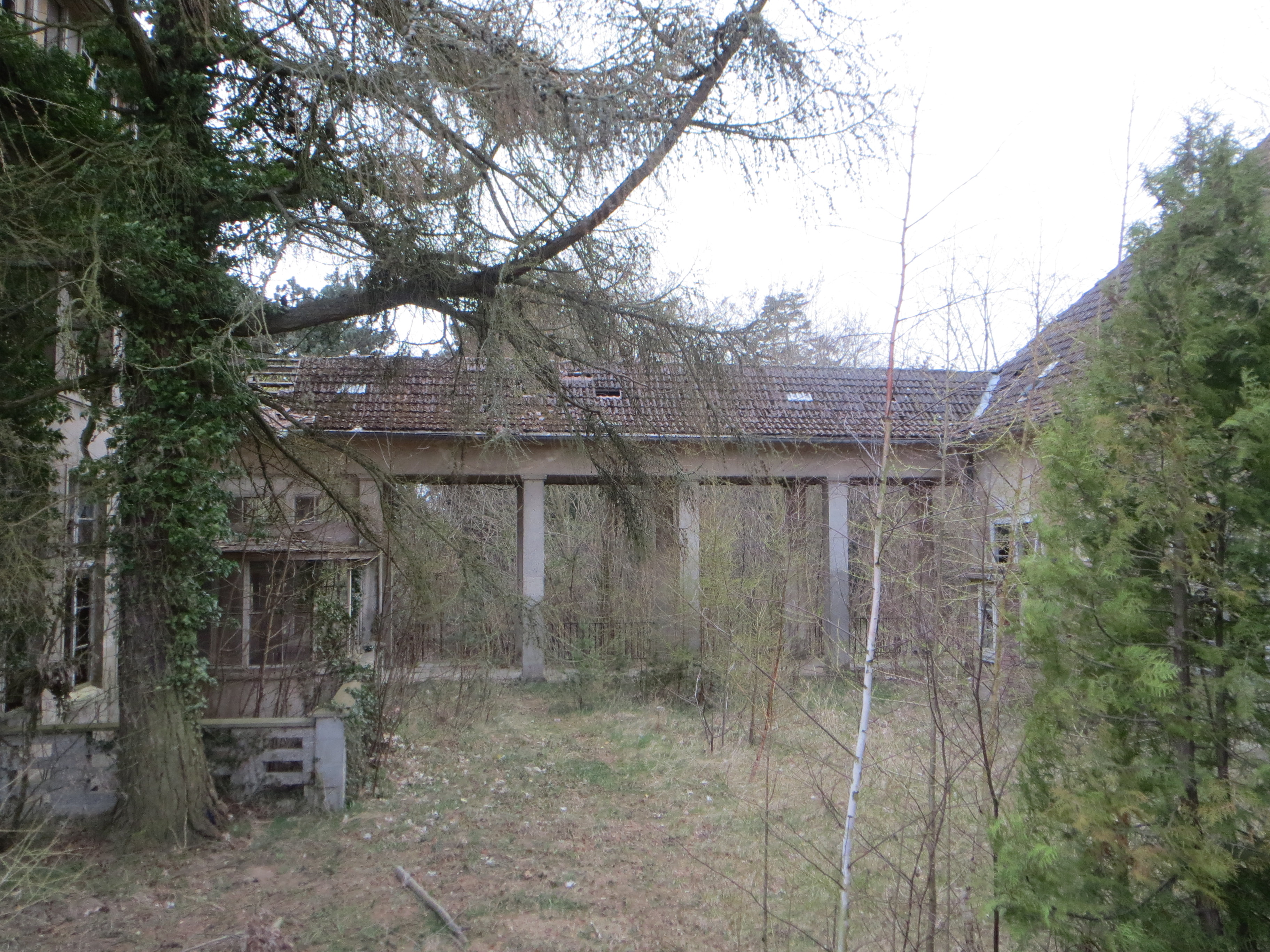
Wandelgang

Das ehemalige Kindersanatorium umfasst mehrere in sich geschlossene Gebäude, die von Nordwesten nach Südosten bandförmig angeordnet und durch neoklassizistisch anmutende Kolonnaden verbunden sind. Die Gebäude sind mit Walm- oder Mansarddächer überdeckt. Während der Blick vom Tal auf die Silhouette des Komplexes monumental wirkt und an Schloss-Architektur erinnert, ist das architektonische Erscheinungsbild von der angrenzenden Straße aus kleinteilig und stark gegliedert. Der zentrale Gebäudeabschnitt, ein im Grundriss L-förmiger viergeschossiger Bau mit Hof zur Straße, zeigt Elemente sowohl des Neobarock (aufwendig verziertes Portal) als auch der Reformarchitektur im Umkreis des Deutschen Werkbundes wie bogenförmig überdachte Loggien. Neben dem Hauptkomplex existieren auf dem Gelände mindestens fünf Nebengebäude im neobarocken Stil (Mansarddächern) oder Reformstil. Die Innenräume waren zum Teil aufwändig gestaltet mit hölzernen Wandverkleidungen, Parkett und geschnitzten Geländern.

## Therapie und Abläufe
Im Kindersanatorium Erich Steinfurth wurden Kinder mit der medizinischen Indikation „Erkrankung der oberen Luftwege“ (z. B. Asthma oder Pseudokrupp) im Rahmen mehrwöchiger (oft: sechswöchiger) Kuren medizinisch behandelt. Auch Neurodermitis wurde therapiert. Pro Jahr fanden acht Behandlungsdurchgänge mit je 210 Kindern statt; bei der Nutzung des Hauses als Kindererholungsheim hielten sich pro Durchgang je 300 Kinder am Ort auf. Das Sanatorium verfügte über Höhensonnen, Solekammern, Heilbäder und moderne Inhalationsgeräte. Die Aufteilung der Kinder erfolgte nach Altersgruppen in zwei Hauptgebäude, je eines für Mädchen und eines für Knaben. Die Gemeinschaftsschlafräume hatten bis zu acht Betten. Dazu hatte jede Altersgruppe ihren eigenen Aufenthaltsraum mit entsprechendem Spielzeug. Im großen Speiseraum trafen alle aufeinander; jede Gruppe saß an ihrem eigenen Tisch. Speisen wurden in der Küche im Untergeschoss zubereitet unter Berücksichtigung „bestimmter Gewichtsgruppen“ Diät. Bei längerem Aufenthalt wurden die Kinder im Dachgeschoss in Haupt- und einigen Nebenfächern schulisch unterrichtet. In der anliegenden Sporthalle wurden unter anderem spezielle medizinische Atemtechniken gelehrt.